# Martín Noel
Martín S. Noel (Buenos Aires, 5 de agosto de 1888 – Buenos Aires, 7 de febrero de 1963) fue un arquitecto, historiador del arte hispanoamericano, ensayista y político argentino. Es considerado uno de los principales impulsores del estilo neocolonial en la Argentina y su obra arquitectónica se extiende por gran parte de Latinoamérica. Fue hermano del diplomático y político Carlos Martin Noel.

## Trayectoria
Nacido el 5 de agosto de 188 en Buenos Aires, era hijo de Benito Noel Lecuona Orrazola (1840-1916) y de María Iribar (falleció 1916) y hermano de Carlos Martin Noel, quien fuera un diplomático y político argentino y ocupara la intendencia de Buenos Aires entre 1922 y 1927. Se graduó como arquitecto en la École Special d´Architecture en la ciudad de París en 1909 perfeccionándose en la École de Beaux Arts. En 1913 regresó a la Argentina para partir en 1914 en un recorrido por el Perú y Bolivia en el cual registró el legado cultural de período colonial y germinó el estilo neocolonial que definiría su obra. Incursionó en dicho movimiento que reinterpreta a la arquitectura colonial,  siendo quizás el principal exponente de la rama conocida como “ecléctica” que en general toma la planta central de casa sudamericana y la fachada trabajada de la arquitectura incaica y calchaquí.  Según la Academia Nacional de Bellas Artes de Argentina su obra y pensamiento marcaron la etapa inicial para una teoría de la arquitectura americanista en Argentina. De acuerdo con el arquitecto Ramón Gutiérrez uno de los papeles esenciales que le cupo a Noel en la arquitectura americana fue el de haber protagonizado los puntos de ruptura con el antiguo sistema de pensamiento eurocéntrico tomando distancias y planteando una reflexión diferenciada. En el contexto del nacionalismo cultural del centenario, y como escritor, conferencista, funcionario público y político, Noel junto con otros jóvenes arquitectos como Angel Guido y Héctor Greslebin dieron forma al movimiento neocolonial con el objeto de plasmar una arquitectura estéticamente reconocible como argentina y americana. Recorriendo el norte del país y parte de la América andina sentaron las bases de la arquitectura argentina de la cual nada se había escrito aún. Falleció en Buenos Aires el 7 de febrero de 1963.
A lo largo de su vida ocupó numerosos puestos relacionados con la arquitectura, la historia y el arte entre los cuales se pueden destacar:  
- 1919 Presidente de la Comisión de Bellas Artes de Argentina.
- 1924 Socio Honorario de la Sociedad Central de Arquitectos de Chile.
- 1926 Miembro de número de la Academia de la Historia de España.
- 1931 Socio correspondiente del Instituto Histórico del Perú.
- 1932 Miembro del Instituto Histórico Geográfico de la República Oriental del Uruguay.
- 1938 1944 Vicepresidente de la Academia Nacional de Bellas Artes de Argentina.[2]
- 1944 1963 Presidente de la Academia Nacional de Bellas Artes de Argentina.

## Distinciones
- 1910 Medalla de oro en la exposición de centenario de Buenos Aires.
- 1920 Premio de la Raza de la Academia de San Fernando, España.
- 1929 Primer premio por el pabellón argentino en la exposición iberoamericana de Sevilla.

## Obras arquitectónicas destacadas

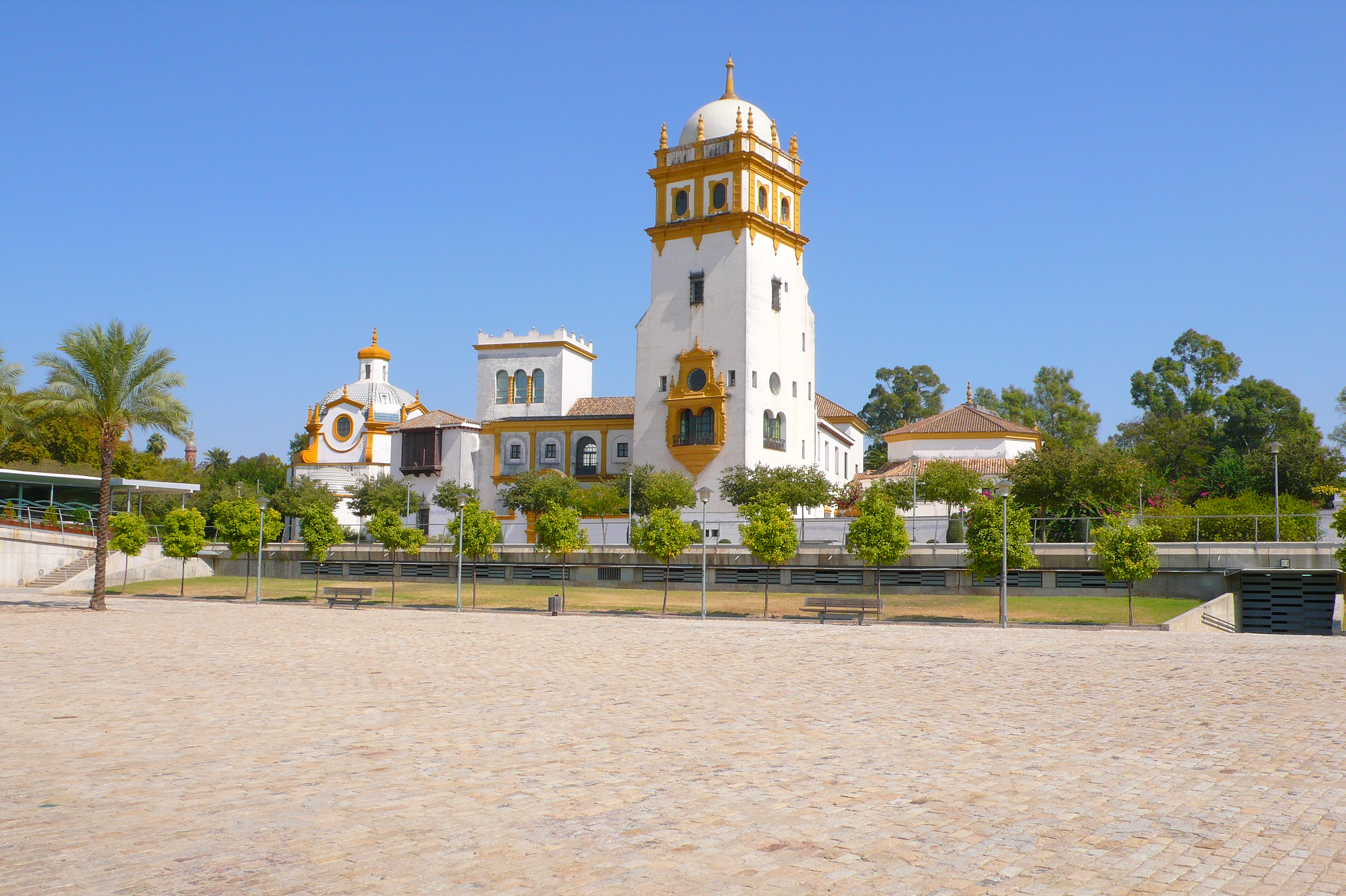
Pabellón de Argentina en la Exposición de 1929 de Sevilla

### Obras en Argentina
- Casa de Julio Victorino Roca – Año 1916 – Anchorena 1350, CABA.
- Casa de Carlos Reyes en Estancia El Charrúa – Año 1917 – arias córdoba
- Colegio de San Marón – Año 1920 – Paraguay 820, CABA.
- Iglesia Parroquial y Colegio Chillar – Año 1920 – Chillar, Pcia. de Buenos Aires.
- Museo Colonial Isaac Fernández Blanco (Ex Residencia Noel) – Año 1922 – Suipacha 1422, CABA
- Restauración del Cabildo de Luján – Año 1917
- Casco de la Estancia El Acelain – Año 1924 – Tandil, Pcia de Buenos Aires.
- Fábrica Noel – Año 1926 – Avda. Patricios 1570, CABA.
- Iglesia de Nuestra Señora del Luján – Año 1927 – Jujuy 2181, CABA.
- Basamento del Monumento al Cid Campeador (Buenos Aires) — octubre de 1935 — CABA.
- Iglesia San Marcelo – Año 1948 – Don Torcuato, Pcia de Buenos Aires.
- Hospital Policial Churruca – Año 1938 – CABA.
- Casa del expresidente Dr.Manuel Quintana- Año 1910-La Aurora- Pontevedra - Pcia de Buenos Aires.

### Obras en América
- Embajada de Argentina en Perú– Año 1928 – Lima, Perú.
- Casa en Merced – Año 1926 – Parque Forestal, Santiago de Chile, Chile.
- Gran Hotel y Teatro IV Centenario – Año 1947 – Potosí, Bolivia.
- Fachada del Convento de San Francisco – Año 1947 – La Paz, Bolivia

## Obra literaria
Martín Noel fue un prolífico autor y entre sus escritos más reconocidos figuran: 
- Contribución a la Arquitectura Hispanoamericana, Buenos Aires, Peuser, 1921.
- Fundamentos para una estética nacional, Buenos Aires, Peuser, 1926
- Teoría histórica de la arquitectura virreinal, Buenos Aires, Peuser,1932
- Proyecto de Ley sobre la creación de la Subsecretaría de Bellas Artes, Buenos Aires, 1938
- El arte en la América española, Institución cultural española, 1946
- Palabras en acción, Buenos Aires, Peuser, 1945.
- Documentos de Arte Argentino y Documentos de Arte Colonial Sudamericano, editados por la Academia Nacional de Bellas Artes.